# Espironolactona
L'espironolactona és un medicament emprat com a diürètic per les seves propietats antagonistes de l'aldosterona. L'espironolactona és un fàrmac sintètic derivat de la 17-lactona, el qual és un antagonista competitiu renal de l'aldosterona i un diürètic estalviador de potassi, indicat a la medicina pel tractament de la insuficiència cardíaca, ascites en pacients amb malaltia hepàtica, hipertensió arterial de baixa renina, hipopotassèmia, hiperaldosteronisme primari bilateral i la síndrome de Conn. Per si mateix, l'espironolactona és un diürètic dèbil, per això generalment s'utilitza en combinació amb altres diürètics. Prop d'un 1% dels pacients hipertensos tenen nivells elevats d'aldosterona: en aquests casos, els efectes antihipertensius de l'espironolactona poden ser superiors a les teràpies combinades de complexos antihipertensius.
A Espanya està comercialitzat com a EFG i Aldactone.

## Mecanisme d'acció
L'espironolactona redueix l'efecte de l'aldosterona en competir pel receptor mineralocorticoide intracel·lular del túbul contort distal. Això incrementa l'excreció d'aigua i sodi, mentre que disminueix l'excreció de potassi. L'espironolactona presenta un retard en l'inici de l'acció, podent necessitar diversos dies per assolir el seu efecte màxim. Igualment, amb el temps es produeix una disminució del seu efecte. L'espironolactona s'empra en pacients amb doble tractament anticonceptiu perquè s'uneix al receptor androgènic, prevenint que aquest interactuï amb la dihidrotestosterona.

## Farmacocinètica
L'espironolactona s'absorbeix relativament ràpid a l'aparell digestiu. També és ràpidament metabolitzada i unida a proteïnes per la seva distribució en l'organisme. Molts dels metabòlits de l'espironolactona són farmacològicament actius, incloent el canrenoat de potassi (canrenona) que s'empra per via parenteral quan cal un efecte més ràpid. La semivida de l'espironolactona és de 85 minuts, però la de la canrenona es troba entre 10 i 35 hores, depenent de la dosi. La via d'eliminació principal és la urinària, encara que també s'elimina parcialment per la via biliar.

## Funció
L'espironolactona ha mostrat una millora important a la taxa de mortalitat i morbilitat en individus amb insuficiència cardíaca congestiva clase III o IV. En altres paraules, s'ha notat una disminució en el risc de morir per insuficiència cardíaca en prendre espironolactona, així com una reducció en els símptomes d'aquesta malaltia i en la freqüència d'hospitalització. El mecanisme d'aquesta acció s'assoleix per la inhibició de l'aldosterona, la qual causa fibrosi en el miocardi, retenció de sodi i disfunció vascular.

## Efectes adversos
Els efectes secundaris associats amb l'espironolactona inclouen un augment del risc de sagnat de l'estómac i el duodè, encara que no s'ha trobat la relació causal entre l'ús del medicament i aquests efectes. Ja que també afecta els receptors esteroideus a la resta de l'organisme, essent susceptible de causar ginecomàstia, irregularitats menstruals i atròfia testicular. Altres efectes adversos inclouen atàxia, disfunció erèctil, somnolència y rash cutani. S'ha demostrat un efecte carcinogen en ratolins experimentals. L'espironolactona tendeix a ser immunosupresor en el tractament de la sarcoïdosi. Les persones que prenen espironolactona han d'evitar consumir substituts de la sal que continguin potassi.